# Josef Kennerknecht
Josef Kennerknecht (* 27. Juli 1875 in Andelsbuch; † 23. November 1949 in Bregenz) war ein österreichischer Landespolitiker (CS, ÖVP) aus dem Bundesland Vorarlberg. Von 1909 bis 1914 war er Abgeordneter zum Vorarlberger Landtag und von 1918 bis 1934 zusätzlich zu seinem Landtagsmandat als Landesrat auch Mitglied der Vorarlberger Landesregierung.

## Leben und Wirken
Josef Kennerknecht wurde am 27. Juli 1875 als Kind des Zimmermanns Ignaz Anton Kennerknecht und seiner Frau Maria Agatha in der Bregenzerwäldergemeinde Andelsbuch geboren. Bereits im Jahr 1895, also 20-jährig, trat Kennerknecht als Eisenbahnbediensteter in die k.k. Staatsbahn ein. Diesen Beruf übte er fortan, nur unterbrochen durch seinen Militärdienst in den Jahren 1896 bis 1899, bis zu seiner Pensionierung im Jahr 1945 aus. Am 18. Juli 1904 heiratete er in Rankweil seine Frau Paula (geborene Mangold), mit der er in den Jahren 1911 und 1913 zwei Kinder hatte.
Im Jahr 1909 kandidierte Josef Kennerknecht erstmals als Abgeordneter der allgemeinen Wählerklasse Bregenz - Bregenzerwald für den Vorarlberger Landtag und wurde als solcher gewählt. Bis 1914 war er damit Mitglied des Landtags. Nach dem Ende der Monarchie und der Erlangung der Vorarlberger Souveränität wurde Kennerknecht für die Christlichsoziale Partei im Jahr 1918 sowohl Mitglied der Provisorischen Landesversammlung wie auch Landesrat für Gesundheit und Sanitätswesen in der unter Landeshauptmann Otto Ender gegründeten Landesregierung. Vom 3. November 1918 bis zum 5. März 1934 blieb Kennerknecht damit durchgehend als Landesrat Mitglied der Landesregierung, aus der er erst mit der Einrichtung der berufsständischen Verfassung in Österreich austrat. Etwas länger, nämlich bis zum Jahr 1938, blieb Kennerknecht in seiner Heimatgemeinde Bregenz Stadtrat, wozu er bereits 1918 gewählt worden war. Nach dem Zweiten Weltkrieg war Kennerknecht unter anderem Obmann der Bregenzer ÖVP.